# Paul Barras
Paul Barras, właśc. Paul François Jean Nicolas, wicehrabia de Barras (ur. 30 czerwca 1755 w Fox-Amphoux, zm. 29 stycznia 1829 w Paryżu) – francuski polityk okresu Wielkiej Rewolucji Francuskiej, jedna z głównych postaci polityki francuskiej okresu Dyrektoriatu.

## Życiorys

### Młodość
Potomek szlacheckiej rodziny z Prowansji, urodzony w Fox-Amphoux, obecnie w departamencie Var. W wieku szesnastu lat wstąpił do pułku Langwedockiego, jako „kadet dżentelmen”. W 1776 r. wyjechał do Indii Francuskich.

Herb „De Barras”. Dewiza: „Waleczność Barrasów”.

Po pełnej przygód podróży, dotarł do Pondicherry i wziął udział w obronie tego miasta podczas drugiej wojny angielsko-majsurskiej, oblężenia, które zakończyło się 18 października 1778 r. poddaniem Majsuru wobec Wielkiej Brytanii. Po zwolnieniu z garnizonu Barras powrócił do Francji. Po ponownym udziale w ekspedycji do tego rejonu w latach 1782–1783 opuścił armię i następne lata spędził we względnym zapomnieniu.

### Konwent Narodowy
Po wybuchu Rewolucji 1789 r. opowiedział się za demokratycznymi ideami i został jednym z administratorów departamentu Var. W czerwcu 1792 r. objął stanowisko w Sądzie Najwyższym w Orleanie. Później tego samego roku, po wybuchu francuskich wojen rewolucyjnych, Barras został komisarzem w armii francuskiej, stojącej naprzeciwko sił sardyńskich na półwyspie włoskim oraz wszedł do Konwentu Narodowego jako deputowany z Var.
W styczniu 1793 r. głosował razem z większością za egzekucją Ludwika XVI. Przeważnie jednak był nieobecny w Paryżu, przebywając w misjach do południowo-wschodnich rejonów Francji. W tym okresie, podczas oblężenia Tulonu, poznał Napoleona Buonaparte. Późniejszy konflikt z Napoleonem spowodował, że umniejszał jego zdolności militarne: twierdził, że oblężenie prowadzone było przez 30 tys. ludzi przeciwko niewielkim siłom rojalistycznych obrońców, podczas gdy rzeczywista liczba wynosiła 12 tys.; również minimalizował udział Bonapartego w zdobyciu tego miasta.

### Termidor i Dyrektoriat
W 1794 r. Barras opowiedział się za ludźmi, którzy zamierzali obalić frakcję Robespierre’a. Przewrót 9 thermidora spowodował wzrost jego znaczenia. W następnym roku rządzący Konwent, zagrożony przez niezadowoloną Gwardię Narodową Paryża, mianował Barrasa dowódcą sił zaangażowanych w jego obronę. Podczas próby zamachu stanu przez rojalistów (znanego jako 13 Vendémiaire), Barras wyznaczył do jego stłumienia młodego Napoleona Bonapartego, który zastosował artylerię przeciwko buntownikom na ulicy Saint-Honoré w pobliżu pałacu Tuileries. W konsekwencji Barras został jednym z pięciu Dyrektorów, którzy sprawowali wówczas rządy w Republice. Po stłumieniu zamachu stanu mianował Bonapartego dowódcą wszystkich wojsk w Paryżu i jego okolicach.
Dzięki swym bliskim i intymnym stosunkom z Józefiną de Beauharnais Barras pomógł doprowadzić do małżeństwa pomiędzy nią i Bonapartem. Niektórzy domniemywali, że to było przyczyną nominacji Bonapartego na dowódcę armii we Włoszech na początku 1796 r. Sukcesy Bonapartego dały Dyrektoriatowi niebywałą stabilizację i kiedy latem 1797 r. rojaliści i pozostała jeszcze opozycja żyrondystów stawiła opór wobec rządu, Bonaparte wysłał generała Augereau do stłumienia ich ruchu w przewrocie 18 fructidora (4 września 1797 r.).

### Upadek i ostatnie lata życia
Rzekomy brak moralności Barrasa, zarówno w życiu publicznym jak i prywatnym, często jest podawany jako przyczynek upadku Dyrektoriatu i powstania Konsulatu na czele z Bonapartem. W każdym razie Bonaparte napotkał słaby opór podczas przewrotu 18 brumaire’a (9 listopada 1799). W tym czasie Barras postrzegany był jako stronnik zmian, ale został pominięty przez Pierwszego Konsula, kiedy ten przekształcił rząd Francji.
Jako że zgromadził wielką fortunę, resztę życia Barras spędził w luksusie. Napoleon najpierw uwięził go w zamku Grosbois (własność Barrasa), następnie zesłał do Brukseli i Rzymu i ostatecznie w 1810 r. internował w Montpellier. Uwolniony po upadku Cesarstwa umarł w Chaillot (obecnie część Paryża) i został pochowany na cmentarzu Père Lachaise. Chociaż był zwolennikiem Restauracji, był jednak pod nadzorem podczas rządów Ludwika XVIII i Karola X. Jego Pamiętniki zostały ocenzurowane po jego śmierci.

## Varia
W filmie "Napoleon" z 2023 roku rolę Barrasa zagrał Tahar Rahim.